# Cogomina blanca
La cogomina blanca (Leucocoprinus leucothites), es un bolet relativament comú en prats, clarianes i jardins, completament blanc i que es pot confondre amb altres espècies blanques dels gèneres Agaricus, Amanita, Lepiota i Leucoagaricus, principalment.

## Taxonomia
Va ser transferida al gènere Leucocoprinus per Scott A. Redhead: Index Fungorum no. 551: 1 (2023).

## Iconografia

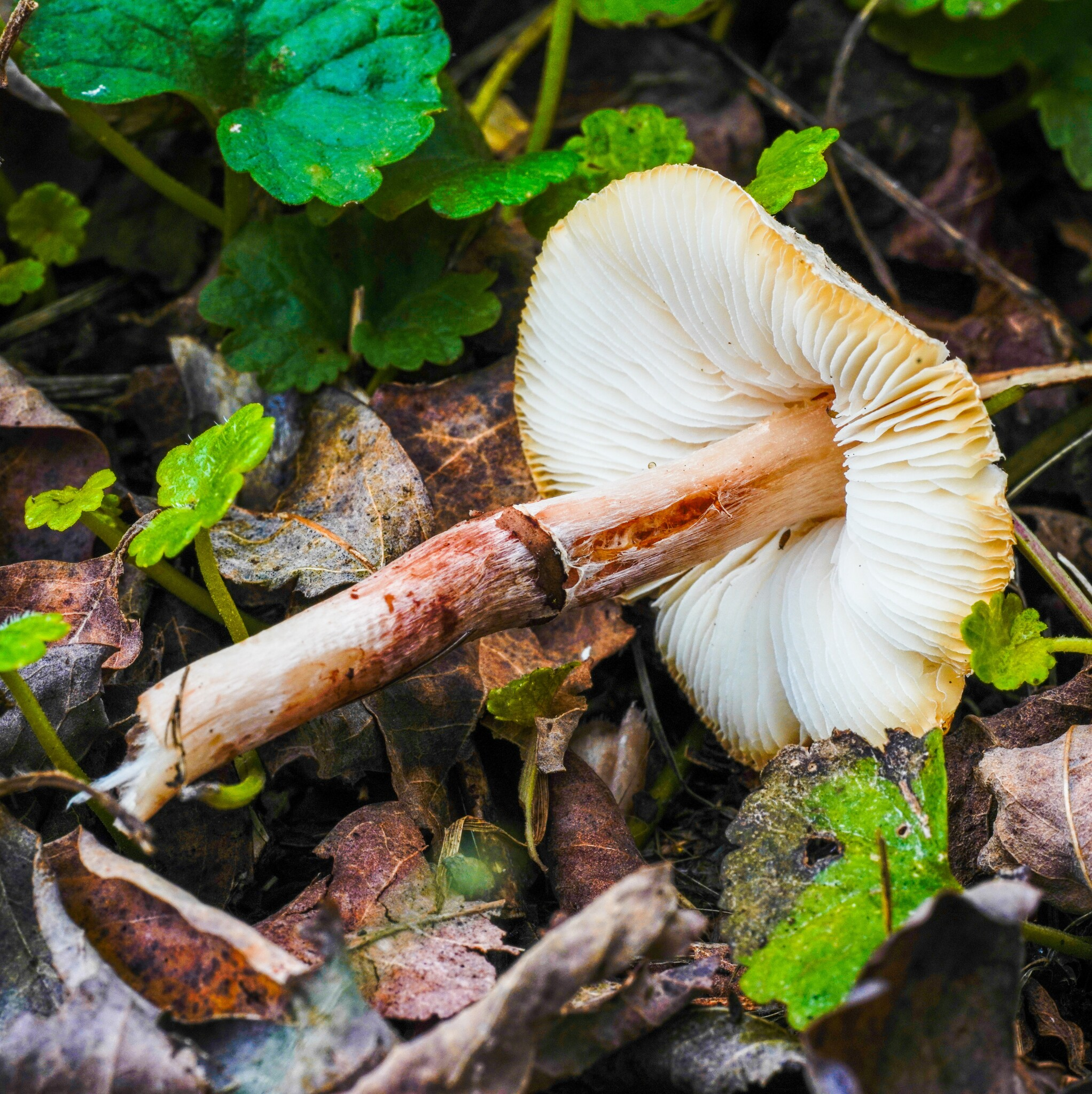
Detall del revers de l'anell de la cogomina lila (Lepiota lilacea)

## Descripció
== Hàbitat ==.

## Distribució geogràfica
s'ha citat a Catalunya, País Valencià i Mallorca.